# جاي دون فيرغسون
جاي دون فيرغسون (بالإنجليزية: J. Don Ferguson)‏ هو ممثل أمريكي بدأ مسيرته الفنية سنة 1974. امتدت مسيرته الفنية لأكثر من 32 عاما.

## الأعمال
- أطول يارد
- نورما راي
- آلة تشاركي
- وجبة سريعة
- أعرف ماذا فعلت الصيف الماضي
- تذكر الجبابرة
- أسطورة باغر فانس

## روابط خارجية
- جاي دون فيرغسون على موقع IMDb (الإنجليزية)
- جاي دون فيرغسون على موقع قاعدة بيانات الفيلم (الإنجليزية)